# Nedsia douglasi
Nedsia douglasi is een vlokreeftensoort uit de familie van de Eriopisidae. De wetenschappelijke naam van de soort is voor het eerst geldig gepubliceerd in 1995 door Barnard & Williams.